# Родзянко, Алексей Валерианович
Алексе́й Валериа́нович Родзя́нко (6 (18) октября 1875, Симбирск — 22 февраля 1944, Париж, Франция) — калишский, ломжинский вице-губернатор в 1914—1917 гг.

## Биография
Родился 6 (18) октября 1875 года в Симбирске, в семье прокурора симбирского окружного суда Валериана Павловича Родзянко (1846—1904) и его жены Нины Сергеевны.
По окончании Императорского училища правоведения в 1897 году, поступил на службу по Министерству внутренних дел. В 1910—1913 годах состоял старшим чиновником особых поручений при Варшавском генерал-губернаторе. Затем занимал посты Калишского (1914—1917) и Ломжинского (1916) вице-губернатора (обе губернии пограничные). Дослужился до чина статского советника (1909), из наград имел орден св. Анны 2-й степени.
После революции эмигрировал во Францию, жил в Париже. Состоял членом Объединения бывших воспитанников Императорского училища правоведения во Франции и членом Комитета кассы Объединения, участвовал в торжествах по случаю столетия училища.